# Tüsig járás
Tüsig járás (mongol nyelven: Түшиг сум) Mongólia Szelenga tartományának egyik járása. Területe 2400 km². Népessége kb. 1600 fő.
Székhelye Dzelter (Зэлтэр), mely 129 km-re fekszik Szühebátor tartományi székhelytől.